# Herman Fokker
Herman Fokker (Leiden, 10 maart 1921 - Capelle aan den IJssel, 23 augustus 2001) was een Nederlands politicus.
Fokker, lid van de familie Fokker, was een ingenieur die op relatief jonge leeftijd één jaar SGP-senator was, als opvolger van Cornelis Smits in 1959. Hij was de zoon van een orthopedisch chirurg. Voor en na zijn politieke carrière werkte hij bij Philips en woonde hij in Eindhoven. Fokker was vader van een groot gezin. Hij was ook nog twaalf jaar raadslid in Rhenen.
- Biografisch Portaal: 38246188
- Parlement.com: vg09ll0q1sz2